# Hymenoplia algirica
Hymenoplia algirica är en skalbaggsart som beskrevs av Edmund Reitter 1890. Hymenoplia algirica ingår i släktet Hymenoplia och familjen Melolonthidae. Inga underarter finns listade i Catalogue of Life.